# كاثرين كاماو
كاثرين كاماو كارانجا (بالإنجليزية: Catherine Kamau Karanja)‏ (من مواليد 3 فبراير 1987) هي مُمثلة كينية، وتُعرف فنيا بأسماء «سيلينا»  و«المُمثلة كيت».

## مسارها الفني
أدت كاثرين كاماو دور «سيلينا» زوجة «تشارلي» (باتريك أوكيتش) في المُسلسل الدرامي «المواطن تيفي» الذي بدأ عرضُه عام 2006، كما شاركت في مُسلسل «الحماة» (بالإنجليزية: Mother-in-Law)‏، بالإضافة إلى مُشاركتها في المُسلسل التلفزيوني الناطق باللغة السواحيلية «سو نا جوني» والذي لعبت فيه دور «سو».
شاركت المُمثلة أيضا في الفيلم الكوميدي الرومانسي «الخُطة ب» الذي صدر سنة 2019 وأنتجته سارة حسن وأخرجه المُخرج النيجيري دولابو أديليكي، وقد أدت في هذا الفيلم دور «جويس».
رُشحت كاثرين عن دورها في فيلم «الخُطة ب»، رُشحت في فئة «أفضل ممثلة مساعدة في فيلم» في الدورة التاسعة لجوائز كالاشا من هيئة الأفلام الكينية سنة 2019. كانت تلك أيضًا نفس فئة الجوائز التي رُشحت لها في نُسخة 2018 عن دورها في فيلم «قطع الاتصال» (بالإنجليزية: Disconnect)‏. فازت المُمثلة في وقت سابق بجائزة «أفضل مُمثلة في دراما تلفزيونية» في حفل توزيع جوائز كلاشا 2017 عن دورها في /ُسلسل «سو نا جوني»، كما رُشحت لنفس الجائزة في عام 2018.

## حياتُها الشخصية
تزوجت كاماو من فيليب كارانجا، وهو مُخرج سينمائي ومُمثل. قضا الزوجان شهر العسل الخاص بهما في سيشيل. في علاقة سابقة أقامتها في سن التاسعة عشرة أثناء وجودها في جامعة كمبالا الدولية في أوغندا، أنجبت ابنها الأول ليون كارانجا في عام 2006 والذي تبناه زوجها فيليب فيما بعد. في سبتمبر 2019، كشفت العديد من وسائل الإعلام أنها وزوجها يتوقعان مولودهُما الأول معًا، والذي كان متوقعًا أن يكون طفلة. ذهبت لاحقًا في شهر العسل في جزر المالديف مع زوجها. لاحقًا، وفي 15 ديسمبر 2019 أنجبت طفلتها الأولى.

## أعمالها
| السنة     | عنوان العمل | الدور  | ملاحظات        |
| --------- | ----------- | ------ | -------------- |
| 2019      | الخطة ب     | جويس   | ممثلة مساعدة   |
| 2018      | قطع الاتصال | تي كا  |                |
| 2017 - ؟؟ | سو نا جوني  | سيو    | مسلسل تلفزيونى |
| 2006 - ؟؟ | الحماة      | سيلينا | مسلسل تلفزيوني |

## روابط خارجية
كاثرين كاماو على موقع IMDb (الإنجليزية)
- كاثرين كاماو على موقع ميوزك برينز (الإنجليزية)